# Waterschap Hatzum
Het Waterschap Hatzum was een klein waterschap in de gemeenten Hennaarderadeel en Menaldumadeel in de Nederlandse provincie Friesland.
Het waterschap werd opgericht in 1923 voor het onderhoud van de Hatzumeropvaart met zijtakken. Door de gewijzigde omstandigheden werd in 1953 het grondgebied teruggebracht van 506 naar 216 ha.
Het gebied van het voormalige waterschap maakt sinds 2004 deel uit van het Wetterskip Fryslân.